# ¿Cómo me ves?
¿Cómo me ves? es el primer EP del cantante mexicano de música cristiana Jesús Adrián Romero. Se lanzó el 20 de mayo de 2022 a través de Vástago Producciones.
De este álbum, se desprenden algunos sencillos como: «Luna y marea», «¿Cómo me ves?» y «Había olvidado». En este álbum, está incluida la participación especial de Kurt, José María Napoleón y Brian Sandoval.

## Contenido
El contenido de este álbum, como en cada producción de Romero, contiene música con esencia acústica centrada principalmente en narrar las emociones del cantante respecto a su vida cristiana y general.[cita requerida] Se destaca un estilo musical entre pop, balada y corrido. Además, la canción «Había olvidado» está dedicada a Pecos Romero y a María Susana Alba Ruiz.[cita requerida]

## Lista de canciones
Todas las canciones escritas por Jesús Adrián Romero, excepto donde indique.
| N.º | Título                                     | Escritor(es)                        | Duración |  |
| 1.  | «¿Cómo me ves?»                            | Jesús Adrián Romero, Melissa Romero | 3:03     |  |
| 2.  | «Había olvidado» (con José María Napoleón) |                                     | 3:25     |  |
| 3.  | «Luna y marea» (con Kurt)                  | Andy Rivero Reyes                   | 3:48     |  |
| 4.  | «Te busqué» (con Brian Sandoval)           |                                     | 3:51     |  |
| 5.  | «Sigo tus pasos»                           |                                     | 3:07     |  |
| 6.  | «Bebo la copa»                             |                                     | 3:07     |  |

## Premios y nominaciones
- Premios Grammy Latinos

| Año  | Trabajo       | Categoría                          | Resultado |
| ---- | ------------- | ---------------------------------- | --------- |
| 2022 | ¿Cómo me ves? | Mejor Álbum Cristiano (En Español) | Nominado  |